# سوی دیگر باد
سوی دیگر باد (انگلیسی: The Other Side of the Wind) یک فیلم مستندنمای تجربی به نویسندگی، تهیه‌کنندگی، تدوینگری و کارگردانی اورسن ولز است که سال ۲۰۱۸ پس از چهل سال از آغاز ساخت فیلم منتشر شد. از بازیگران آن می‌توان جان هیوستون، پیتر باگدانوویچ، اویا کدار و سوزان استراسبرگ را نام برد.

## سرمایه‌گذاری ایران
باربارا لیمینگ نویسنده زندگینامه ولز که مصاحبه‌های طولانی با او داشته، در کتابش دربارهٔ سرمایه‌گذاری ایران در این پروژه می‌نویسد: «نخستین حامیانی که ولز در پاریس پیدا کرد یک گروه اسپانیایی بودند که با روی باز موافقت کردند ۳۵۰ هزار دلار به فیلم کمک کنند. این مقدار تقریباً نصف مبلغی بود که اورسن و اوجا [معشوقه‌ی ولز] تا آن لحظه سرمایه‌گذاری کردند. کمی بعد، مقدار مشابه ای از طرف یک گروه ایرانی – فرانسوی با مدیریت مهدی بوشهری، شوهر اشرف پهلوی، به پروژه کمک شد. دومینیک آنتوینهٔ فرانسوی، از طرف ایرانی‌ها با ولز به تفاهم رسید… اورسن که فکر می‌کرد ایرانی‌ها به‌خوبی با طرف اسپانیایی همکاری خواهند کرد پاریس را ترک کرد…»
کمی بعد اما مشکلات آغاز می‌شود. در این زمان ولز و اوجا در اسپانیا حضور دارند و سخت روی فیلم‌نامه کار می‌کنند. طرف اسپانیایی مدعی می‌شود که ایرانی‌ها مبلغ موردنظر را پرداخت نکرده‌اند. ولز ناراضی از شرایط به آمریکا بازمی‌گردد تا تولید را با کمک دوستان آمریکایی خود پیش بگیرد. طرف اسپانیایی اما در تمام این مدت پول‌ها را از ایرانی‌ها دریافت می‌کرد و به جیب می‌زد. داستان کلاه‌برداری طرف اسپانیایی از ولز و ایرانی‌ها ادامه پیدا می‌کند و حتی درخواست کمک ۶۰ هزار دلاری هیوستون از ایران نیز در میانه راه نصیب تهیه‌کننده اسپانیای می‌شود. تمام نوشته‌های لیمینگ بعدتر توسط آنتوینه تأیید شد. بگدانوویچ هم در مصاحبه‌ای در سال ۱۹۹۷ تأیید کرد که یکی از تهیه‌کننده‌ها با ۲۵۰ هزار دلار از پول‌های اورسن به اروپا رفت و دیگر هرگز از او خبری نشد. در سال ۲۰۰۸ دو پژوهشگر فرانسوی نام طرف اسپانیایی را ویسنت گومز معرفی می‌کنند که با پول‌های دریافتی از ایران سرمایه‌ای برای خود به هم زد و به یکی از پرکارترین تهیه‌کننده‌های اسپانیا تبدیل شد.